# 祭軍魂
《祭軍魂》（日语：ゆきゆきて、神軍）是1987年日本的战争纪录片，由原一男导演，其标题緣自經典童話皇帝的新衣。 该纪录片圍繞曾參與第二次世界大战太平洋戰爭的62歲退伍军人奥崎謙三。日軍投降過後，他在新畿內亞的部隊卻兩名士兵無故死亡，電影拍攝他追究此事原委的過程。
著名纪录片导演埃洛·莫里斯列出在爛番茄上，將本片列為他最喜歡紀錄片頭五位。

## 劇情
退伍军人奥崎謙三認為天皇裕仁需要為戰爭帶來的苦難負上全部責任，同時，他用盡方法追尋其他曾經服役的軍人和長官，要求他們揭露兩名士兵的真正死因，過程中他不時用言語攻擊他們，甚至動粗。他找到的退伍军人對四十年前的事件，卻說法不一，有說兩人是因為逃跑而被處決，而亦有說是因為他們吃掉當地原住民屍體而遭處決。
戰爭後期，身處新畿內亞的日本軍人被圍攻，只能留在極小的區域上，水和食物供應斷絕多時。部份受訪的軍人提到，由於缺乏食物，他們以食人生存，當時原住民被稱為「黑豬」，同盟國軍人被稱為「白豬」（一名受訪者指，當時軍隊嚴禁進食「白豬」）。其中一位被殺軍人的姐姐，相信兩人被殺的原因，是供較高階的軍人進食。
後來，奥崎謙三更發現有另一宗可疑的處決，他於是尋訪連隊中另一名退伍军人。經過奥崎謙三威迫，他終於供出自己曾殺死一個偷取食物的軍人，而最後屍體也是被吃掉。他亦表示原住民動作快速難以被捕獲，所以他們並沒以原住民為目標，取而代之，軍隊在內部指名軍人殺死然後吃掉，尤其以自私者為目標。他之所以得以保命，只因他熟習在森林間的地形，能為其他軍人找到水源。
紀錄片最後，展示報紙頭條報導奥崎謙三計劃謀殺，目標是殺死兩名士兵的長官，但因為長官當日不在家中，奥崎謙三於是轉而對其子開槍，引致重傷，奥崎謙三因而被判十二年勞改。

## 奖項
- 柏林国际电影节 (1987)[2]
  - 卡里加里电影奖(原一男)
- 藍絲帶獎(1988年)
  - 最佳導演(原一男)
- 電影旬報奖(1988年)
  - 讀者選出最佳獎(原一男)
- 每日新闻电影大赛(1988年)
  - 最佳導演(原一男)
  - 最佳錄音(Toyohiko栗林)
- 鹿特丹国际电影节(1988年)
  - KNF奖项(原一男)
- 横滨电影节(1988年)
  - 最佳導演(原一男)
  - 最佳影片

## 外部連結
- 互联网电影数据库（IMDb）上《The Emperor's Naked Army Marches On》的资料（英文）（英文）
- 祭軍魂 - 日本电影数据库
- 豆瓣电影上《祭軍魂》的資料 （简体中文）